# Broghilpasset
Broghilpasset är ett bergspass på gränsen mellan Afghanistan och Pakistan. Den afghanska sidan hör till provinsen Badakhshan och den pakistanska sidan till provinsen Khyber Pakhtunkhwa.
Närmaste större samhälle i Afghanistan är Sarhadd, 18 kilometer nordväst om Broghilpasset.